# Ронні Шварц
Ронні Шварц (дан. Ronnie Schwartz, нар. 24 серпня 1989, Ульстед) — данський футболіст, нападник клубу «Генгам».
Виступав, зокрема, за клуби «Ольборг» та «Раннерс», а також молодіжну збірну Данії.

## Клубна кар'єра
У дорослому футболі дебютував 2007 року виступами за команду клубу «Ольборг», в якій провів чотири сезони, взявши участь у 47 матчах чемпіонату. 
Своєю грою за цю команду привернув увагу представників тренерського штабу клубу «Раннерс», до складу якого приєднався 2011 року. Відіграв за команду з Раннерса наступні три сезони своєї ігрової кар'єри. Більшість часу, проведеного у складі «Раннерса», був основним гравцем атакувальної ланки команди. У складі «Раннерса» був одним з головних бомбардирів команди, маючи середню результативність на рівні 0,47 голу за гру першості.
До складу клубу «Генгам» приєднався 2014 року. Відтоді встиг відіграти за команду з Генгама 9 матчів в національному чемпіонаті.

## Виступи за збірні
У 2007 році дебютував у складі юнацької збірної Данії, взяв участь у 6 іграх на юнацькому рівні.
Протягом 2009–2010 років залучався до складу молодіжної збірної Данії. На молодіжному рівні зіграв у 6 офіційних матчах, забив 1 гол.

## Титули і досягнення
- Чемпіон Данії (2):

«Ольборг»: 2007–08
«Мідтьюлланн»: 2019–20